# How Do You Measure a Year?
How Do You Measure a Year? (deutsch: Wie misst man ein Jahr?) ist ein US-amerikanischer Dokumentar-Kurzfilm von Jay Rosenblatt aus dem Jahr 2021. Der Film thematisiert die Beziehung zwischen Vater und Tochter. Der Titel ist dem Text des Liedes Seasons of Love entnommen, das wiederum Teil des Musicals Rent ist, einem 1996 mit dem Pulitzer-Preis ausgezeichneten Werk. Der Film war bei den 95th Academy Awards in der Kategorie „Bester Dokumentar-Kurzfilm“ für einen Oscar nominiert.

## Inhalt
Ein Vater, in diesem Fall Jay Rosenblatt, hält jeden Geburtstag seiner Tochter Ella auf Video fest. Er stellt ihr fast immer dieselben Fragen, angepasst an ihr jeweiliges Alter. Eine seiner Fragen lautet: „Wovon träumst du?“, eine andere „Was macht dir Angst?“ und wiederum eine weitere „Was denkst du über unsere Beziehung?“ Im Laufe des Films erleben wir mit, wie aus dem kleinen Mädchen eine junge Frau wird. Die Chronologie des Vaters zeigt die verschiedenen Phasen in ihrem Leben und klammert auch die schwierigen nicht aus. Jede Lebensphase wird eingefangen, wenn natürlich auch nur flüchtig, die Spuren, die sie hinterlässt, sind jedoch unauslöschlich. Die Fragen betreffen sowohl Ellas Leben innerhalb der Familie als auch allgemeine Dinge. Das Verhältnis zwischen Vater und Tochter gewinnt mit zunehmendem Alter des Mädchens an Komplexität. Ellas Antworten auf die Fragen ihres Vaters bilden allerdings den Hintergrund für eine tiefere Geschichte, die von elterlicher Liebe erzählt und letztendlich den Weg in die Unabhängigkeit freigibt.

## Produktionsnotizen

### Produktion
Es handelt sich um eine Produktion von Jay Rosenblatt Films. Der internationale Vertrieb erfolgt durch Submarine Entertainment. Die Audiogestaltung lag bei Dan Olmsted.

### Hintergrund
Ella ist die Tochter von Jay Rosenblatt, einem Regisseur, der für seine dokumentarischen Experimente bekannt ist. Von ihrem zweiten bis zu ihrem 18. Geburtstag beantwortet sie jedes Jahr einige einfache Fragen. Interessant ist es, zu erfahren, ob und wie sich Ellas Antworten hinsichtlich ihres Lebens in ihrer Familie oder auch im Hinblick auf das, was in ihrem Umfeld und in der Welt passiert im Laufe der Zeit verändern.

### Veröffentlichung
Der Film wurde am 13. August 2021 beim 74. Locarno Film Festival in der Schweiz gezeigt. Zudem war er einer der Beiträge beim 62. Krakauer Filmfestival, das vom 29. Mai bis 12. Juni 2022 in Krakau in Polen stattfand. Vorgestellt wurde der Film außerdem auf dem Winterthur Kurzfilm Festival in der Schweiz, auf dem Filmmaker Film Festival in Mailand, auf dem It’s All True Documentary Film Festival in Brasilien, auf dem IndieLisboa Filmfestival in Portugal, auf dem Florida Film Festival, auf dem Vienna Shorts Kurzfilmfestival in Österreich, während der Kurzfilmwoche in Regensburg in Deutschland, auf der Documenta Madrid in Spanien, auf dem Dokumentarfilmfestival in Tel Aviv in Israel, auf dem Tabor Film Festival in Kroatien, auf den Holly Shorts in Los Angeles, auf dem Nashville Film Festival, auf dem Dokumentarfilmfestival in New York (DOC NYC) und dem International Documentary Film Festival Amsterdam (IDFA) in den Niederlanden. 

## Kritik
Kino + Online stellte fest: „Obwohl die Form von Rosenblatts Film in die Kategorie eines Homemovies fällt, lässt sich der Film des amerikanischen Regisseurs kaum mit Krzysztof Kieślowskis legendärem Talking Heads (1980) in Verbindung bringen.“

## Auszeichnungen
- Ausgezeichnet mit dem Golden Dragon Award in der Kategorie „Bester Kurzfilm des Festivals“
- Ausgezeichnet als „Bester kurzer Dokumentarfilm“ auf dem It’s All True Documentary Film Festival
- Ausgezeichnet mit dem „Publikumspreis für den Internationalen Wettbewerb“ auf der Documenta Madrid in Spanien
- Ausgezeichnet mit dem Grand Prix auf dem Vilnius International Short Film Festival in Litauen
- Lobende Erwähnung auf dem Vienna Shorts Kurzfilmfestival in Österreich
- Der Film war bei den 95th Academy Awards in der Kategorie „Bester Dokumentar-Kurzfilm“ für einen Oscar nominiert.